# Clodia Pulchra
Clodia Pulchra, également appelée Claudia, est née en 57 ou 56 av. J.-C. et elle est la fille de Fulvie et de son premier mari Publius Clodius Pulcher. Elle est la belle-fille de Marc Antoine et la demi-sœur de Marcus Antonius Antyllus et de Iullus Antonius.
Marc Antoine est le troisième mari de sa mère et est heureux d’accepter son argent pour stimuler sa carrière. Après l’assassinat de Jules César en 44 av. J.-C., Marc Antoine forme le deuxième triumvirat avec Auguste et Lépide et organise une cruelle proscription. Pour consolider l’alliance politique, Fulvie propose à Octave d’épouser Clodia, Lépide offrant la nièce de sa sœur Servilia. Octave choisit Clodia.
On sait peu de choses de leur mariage. Quand Octave demande le divorce, Fulvie elle-même prend les choses en main. Avec son beau-frère Lucius Antonius, elle lève huit légions en Italie pour soutenir les droits de Marc Antoine contre Octave. L’armée occupe Rome pour une petite période, mais doit se retirer à Perusia, l’actuelle Pérouse. Octave assiège Fulvie et Lucius Antonius durant l’hiver 41-40 av. J.-C., les obligeant à la reddition. Fulvie est exilée à Sicyone où elle meurt de maladie.
Octave divorce de Clodia pour épouser Scribonia avec qui il aura son seul enfant, Julia l'Aînée. Son mariage avec Clodia ne semble pas avoir été consommé car il la renvoie à sa mère avec une lettre disant qu’elle est encore vierge.
On ne sait pas ce qu’il advient ensuite de Clodia Pulchra.